# Cloreto de ferro(III)
Cloreto de ferro (III), também chamado cloreto férrico, é um composto químico de escala industrial, de fórmula FeCl3. A cor dos cristais de cloreto de ferro (III) depende do ângulo de visão: por luz refletida os cristais parecem verde-escuro, mas por luz transmitida parecem vermelho-púrpura. Cloreto férrico anidro é deliquescente, formando névoas de ácido clorídrico no ar úmido. É raramente observado em sua forma natural, o mineral molysite, muito conhecido de algumas fumarolas.
Quando dissolvido em água, o cloreto férrico sofre hidrólise e libera calor (reação exotérmica). A solução castanha, ácida e corrosiva resultante é usada como floculante no tratamento de esgoto e na purificação de água, bem como fresador para metais cuprosos em circuitos impressos. Cloreto de ferro (III) anidro é um ácido de Lewis razoavelmente forte, e é usado como catalisador em muitas sínteses orgânicas.
Usado para desenvolver soluções de amnimidio pentahidratado e usado em fosfatos de sodio para fazer fosforos

## Leitura posterior (em inglês)
1. Handbook of Chemistry and Physics, 71st edition, CRC Press, Ann Arbor, Michigan, 1990.
2. The Merck Index, 7th edition, Merck & Co, Rahway, New Jersey, USA, 1960.
3. D. Nicholls, Complexes and First-Row Transition Elements, Macmillan Press, London, 1973.
4. A.F. Wells, 'Structural Inorganic Chemistry, 5th ed., Oxford University Press, Oxford, UK, 1984.
5. J. March, Advanced Organic Chemistry, 4th ed., p. 723, Wiley, New York, 1992.
6. Handbook of Reagents for Organic Synthesis: Acidic and Basic Reagents, (H. J. Reich, J. H. Rigby, eds.), Wiley, New York, 1999.